# BOBCATSSS
A BOBCATSSS a könyvtárosok és információs szakemberek évente megtartott nemzetközi konferenciája, amely a könyvtár- és információtudomány területén felmerülő témákkal foglalkozik. Az EUCLID (European Association for Library and Information Education and Research: A Könyvtár-és Információtudományi Oktatás és Kutatás Európai Szövetsége) égisze alatt megrendezésre kerülő konferenciák egyedülálló sajátossága, hogy megvalósításukban kiemelkedő szerepe van a hallgatóknak, akik nemcsak az előkészítésben vesznek részt, hanem előadásokat tartanak, kerekasztalok és műhelymunkák (workshopok) irányítói is. Az előadások, hozzászólások, bemutatók, kiállítások, kiadványok nyelve az angol.
A BOBCATSSS mozaikszó betűit a konferenciasorozatot 1993-ban kezdeményező egyetemi városok (angol nyelvű) kezdőbetűi adják ki: Budapest, Oslo, Barcelona, Copenhagen, Amszterdam, Tampere, Stuttgart, Szombathely, Sheffield.

## Az eddigi konferenciák
- 1993. Budapest (Magyarország); Téma: The Role of Libraries Today, Tomorrow and Beyond (A könyvtárak szerepe ma, holnap és azon túl); Szervezés: Hogeschool van Amsterdam
- 1994. Budapest (Magyarország); Téma: The Future of Librarianship (A könyvtáros szakma jövője); Szervezés: Hogeschool van Amsterdam
- 1995. Budapest (Magyarország); Téma: Marketing and Development of New Information Products and Services in Europe (Új európai információs termékek és szolgáltatások kifejlesztése és marketingje); Szervezés: Hogeschool van Amsterdam
- 1996. Budapest (Magyarország); Téma: Quality of Information Services (Az információs szolgáltatások minősége); Szervezés: Hogeschool van Amsterdam
- 1997. Budapest (Magyarország); Téma: New Book Economy: Marketing and Developing New Information Products and Services in Europe (A könyvek új gazdasága: Új információs termékek és szolgáltatások marketingje és kifejlesztése); Szervezés: Hogeschool van Amsterdam
- 1998. Budapest (Magyarország); Téma: Shaping the Knowledge Society (A tudástársadalom alakítása); Szervezés: Royal School of Librarianship, Koppenhága
- 1999. Pozsony (Szlovákia) Téma: Learning Society – Learning Organisation – Lifelong Learning (Tanuló társadalom – tanuló szervezet – élethosszig tartó tanulás); Szervezés: University of Applied Sciences Stuttgart, University of Applied Sciences Darmstadt and University of Bratislava
- 2000. Krakkó (Lengyelország) Téma: Intellectual Property versus The Right to Knowledge? (Szellemi tulajdon vs. jog a tudáshoz?) Szervezés: Royal School of Librarianship, Koppenhága
- 2001. Vilnius (Litvánia) Téma: Knowledge, Information and Democracy in the Open Society: the Role of the Library and Information Sector (Tudás, információ és demokrácia a nyílt társadalomban: a könyvtári és információs szektor szerepe); Szervezés: Oslo University College JBI Faculty, Vilnius University
- 2002. Portorož (Szlovénia); Téma: Hum@n Beings and Information Specialists. Future Skills, Qualifications, Positioning (Emberi lények és információs sz@kemberek. Jövőbeli képességek, képzettségek, elhelyezkedés); Szervezés: Ljubljana University, University of Applied Sciences, Stuttgart
- 2003. Toruń (Lengyelország) Téma: Information Policy and the European Union (Információs irányelvek és az Európai Unió); Szervezés: Universitas Nicolai Copernici, Hogeschool van Amsterdam
- 2004. Riga (Lettország) Téma: Library and Information in Multicultural Societies (Könyvtár és információ multikulturális társadalmakban); Szervezés: University College of Borås, Svédország, University of Latvia, Lettország
- 2005. Budapest (Magyarország); Téma: Librarianship in the information age (A könyvtáros szakma az információ korában); Szervezés: Eötvös Loránd Tudományegyetem Budapest, Oslo University College, Norvégia
- 2006. Tallinn (Észtország) Téma: Information, Innovation, Responsibility: Information professional in the Network Society (Információ, innováció, felelősség: információs szakemberek a hálózati társadalomban); Szervezés: Tallinn University, Észtország, Royal School of Library and Information Science, Dánia
- 2007. Prága (Csehország) Téma: Marketing of Information Services (Az információs szolgáltatások marketingje); Szervezés: Charles University, Cseh Köztársaság, Media University Stuttgart, Németország, University of Applied Sciences Konstanz, Németország
- 2008. Zára (Horvátország) Téma: Providing access to information for everyone (Hozzáférés az információhoz mindenkinek); Szervezés: Humboldt University Berlin, Németország, University of Osijek, Horvátország, University of Applied Sciences Potsdam, Németország, University of Zadar, Horvátország
- 2009. Porto (Portugália) Téma: Challenges for the new information professional (Az új információs szakemberek előtt álló kihívások); Szervezés: University of Tampere, Finnország, University of Porto, Portugália
- 2010. Parma (Olaszország) Téma: Bridging the digital divide: libraries providing access for all? (A digitális szakadék áthidalása: a könyvtárak mindenkinek nyújtanak hozzáférést?); Szervezés: University of Parma, Olaszország, Manchester Metropolitan University, Nagy-Britannia
- 2011. Szombathely (Magyarország); Téma: Finding new ways (Új utak megtalálása); Szervezés: Nyugat-magyarországi Egyetem Bölcsészettudományi Kar, Fachhochschulstudiengänge Burgenland GmbH, Oslo University College; Elérhetősége: https://web.archive.org/web/20160131090809/http://bobcatsss2011.eu.pn/
- 2012. Amszterdam (Hollandia); Téma: Information in E-motion (Az elektronikus információs közeg); Szervezés: Hogeschool van Amsterdam; Elérhetősége: https://web.archive.org/web/20170710035215/http://www.bobcatsss2012.org/
- 2013. Ankara (Törökország); Téma: Collections to Connections: Turning the Libraries "Inside-Out" (Összekapcsolt gyűjtemények: kitárulkozó könyvtárak) ; Szervezés: Royal School of Library and Information Science in Denmark; Elérhetőség: http://euclid-lis.eu/bobcatsss-2013-ankara-turkey/ Archiválva 2018. november 16-i dátummal a Wayback Machine-ben Bővebb információ: http://ki.oszk.hu/3k/2013/05/vissza-a-jovobe-ankarai-tura-bobcatsss-modra/
- 2014. Barcelona (Spanyolország); Téma: Library (r)evolution: Promoting sustainable information practices ("Könyvtár (r)evolúció: A fenntartható információs gyakorlat támogatása[1]"); Szervezés: The university of Borås és Universitat de Barcelona; Elérhetőség: https://web.archive.org/web/20160204184003/http://bobcatsss2014.hb.se/; Bővebb információ: http://ki.oszk.hu/3k/2014/05/barcelona-te-csodas-bobcatsss-2014/
- 2015. Brno (Csehország); Téma: Design, Innovation, Participation ("Megjelenés, innováció, részvétel"); Szervezés: The university of Borås és Universitat de Barcelona; Elérhetőség: https://web.archive.org/web/20160121155738/http://www.bobcatsss2015.com/wp/
- 2016. Lyon (Franciaország); Téma: Information, Libraries, Democracy (Információ, könyvtárak, demokrácia); Szervezés: University of Lyon, University of Pars, University of Knoxville; Elérhetőség: http://bobcatsss2016.com/
- 2017. Tampere (Finnország); Téma: Improving Quality of Life through Information ("Az életminőség javítása az információ segítségével"); Szervezés: University of Tampere, Oslo and Akershus University College, Hanze University of Applied Sciences; Elérhetőség: http://bobcatsss2017.com/ Archiválva 2016. április 21-i dátummal a Wayback Machine-ben
- 2018. Riga (Lettország); Téma: The Power of Reading ("Az olvasás ereje"); Szervezés: University of Latvia, Eötvös Loránd Tudományegyetem; Elérhetőség: https://bobcatsss2018.lu.lv/
- 2019. Eszék (Horvátország); Téma: Information and technology transforming lives: connection, interaction, innovation ("Az információ és a technológia életalakító hatása: kapcsolódás, interakció, innováció"); Szervezés: University of Osijek (Eszék), The Hague University of Applied Sciences (Hollandia), Uppsala University (Svédország), Linnaeus University (Svédország); Elérhetőség: http://bobcatsss2019.ffos.hr/ Archiválva 2019. március 30-i dátummal a Wayback Machine-ben

## A következő konferencia
- 2020. Párizs (Franciaország); Téma: Information management, fake news and disinformation